# Colapso de uma superpotência
O colapso de uma superpotência (um estado-nação), é mais frequentemente usado para descrever a dissolução da União Soviética.

## União Soviética
Mudanças dramáticas ocorreram na União Soviética durante os anos 1980 e início de 1990 com o programa implantado por Mikhail Gorbachev, como a Perestroika, a queda do Muro de Berlim em novembro de 1989 e finalmente a dissolução da União Soviética em 1991. Já em 1970, Andrei Amalrik havia realizado previsões sobre o fim da URSS como superpotência. O político mais famoso a prever este acontecimento foi o ex-presidente dos EUA, Ronald Reagan.

## Alemanha Nazista
Em junho de 1941, a Wehrmacht havia encurralado o Exército Vermelho fazendo-o retroceder, demonstrando assim que a Alemanha Nazista era a grande potência do continente europeu até a sua derrota final na Segunda Guerra Mundial.

## Estados Unidos
Alguns cientistas políticos acreditam que quando uma superpotência cai, outra deve tomar o seu lugar, como um equilíbrio de poder. Durante a Guerra Fria, os Estados Unidos travaram muitas guerras contra a União Soviética que apoiava regimes comunistas em todo o mundo, mas após a sua queda em 1991, os Estados Unidos se viram como a única superpotência do mundo, mesmo às vezes chamada de hiperpotência. Membros principais da política americana, como alguns neoconservadores se auto-intitulando "Blue Team", tem visto cada vez mais a República Popular da China como uma ameaça militar, apesar dos fortes laços econômicos. Os membros desta organização são a favor do enfrentamento com a China para conter sua influência através de Taiwan. Enquanto no passado, o poder internacional era alcançado a partir da força militar, o comércio através dos anos tem ocupado esta colocação. Vendo estes argumentos, o governo chinês vê os Estados Unidos como uma "superpotência em declínio".

## Reino Unido
A consequência de lutar duas guerras mundiais em um período relativamente curto, juntamente com o surgimento dos Estados Unidos e da União Soviética como superpotências após o fim da Segunda Guerra Mundial, e uma mudança na ideologia levou a uma rápida onda de descolonização em todo o mundo nas décadas do pós-guerra, favorecendo a retirada britânica do Canal de Suez em 1956 e em 1980 com a independência da Rodésia (atual Zimbábue), das Ilhas Novas Hébridas (atualmente Vanuatu) e Belize em 1981, que significou uma dispersão de ilhas e postos avançados, e que iniciou completamente um processo de descolonização. Atualmente a descolonização foi completada.